# 龙安乡 (广安市)
龙安乡，是中华人民共和国四川省广安市广安区下辖的一个乡镇级行政单位。

## 行政区划
龙安乡下辖以下地区：
龙安村、认真村、民主村、集中村、丰收村、群策村、革新村、敢闯村、勇敢村、高潮村和文林村。